# Remigen
Remigen (schweizertyska: Remige) är en ort och kommun i distriktet Brugg i kantonen Aargau, Schweiz. Kommunen har 1 385 invånare (2023).